# Raffaele De Ferrari
Raffaele De Ferrari Rodino (ur. 1732, zm. 1801) – polityk genueński, doża Genui.
Był prezydentem senatu Genui w 1786 roku. Gdy doża Giovanni Battista Ayroli w maju 1786 roku ustępował z urzędu, powierzył kierowanie państwem jemu i jego zastępcy Marco Antonio Gentile.
W okresie od 4 lipca 1787 do 4 lipca 1789 doża Genui.